# Distrito Chiqueros
Distrito Chiqueros é uma junta de governo da província de Entre Ríos, na Argentina.